# Bonded by Blood (Album)
Bonded by Blood (engl. für Durch Blut verbunden) ist das Debütalbum der US-amerikanischen Thrash-Metal-Band Exodus. Es erschien am 25. April 1985 via Torrid Records und gilt als eines der einflussreichsten Alben des Genres. Im Jahr 2008 nahm die Band in ihrer aktuellen Besetzung das Album erneut auf und veröffentlichte die Aufnahmen unter dem Titel Let There Be Blood.

## Entstehung
Die neun Lieder des Albums entstanden bereits Jahre bevor das Album aufgenommen wurde. Bei einigen Liedern steuerte der 1983 zu Metallica gewechselte Gitarrist Kirk Hammett Ideen bei. Die Aufnahmen fanden innerhalb von drei Wochen in den Prairie Sun Studios statt. Der Aufenthalt im Studio war laut Schlagzeuger Tom Hunting und Gitarrist Gary Holt eine große Party, zu der die Band Freunde einlud und bei der ein Großteil des Mobiliars und der Ausstattung zerstört wurde.

„Den Großteil der Songs haben wir live mit der kompletten Band eingespielt; irgendwelche technischen Feinheiten haben uns nicht interessiert.“

Produziert wurde das Album von Mark Whitaker. Obwohl das Album bereits im Juli 1984 aufgenommen wurde, dauerte es noch ein dreiviertel Jahr, bis Bonded by Blood veröffentlicht wurde. Grund hierfür waren Probleme mit der Plattenfirma sowie mit dem Coverartwork. Ursprünglich sollte das Album A Lesson in Violence (englisch für „Eine Lektion in Gewalt“) heißen. Der Titel wurde dann jedoch verworfen, weil kein passendes Coverartwork gefunden wurde.
Die auf dem Coverartwork erscheinenden Siamesischen Zwillinge waren laut Gary Holt nur eine Notlösung. Die Band wollte ein Bild, das nur aus Leichenteilen besteht, als Artwork haben. Dieses wurde jedoch von der Plattenfirma abgelehnt. Die Wiederveröffentlichung von Combat Records beinhaltet ein anderes Album-Artwork, das lediglich das Bandlogo und den Namen des Albums vor einem in rot-schwarz gehaltenen Foto des Publikums bei einem Konzert zeigt. Century Media verwendeten für ihre Wiederveröffentlichung das Originalartwork.
Schon Monate vor der Veröffentlichung wurden Vorabkopien des Albums weltweit in der Tape-Trading-Szene verbreitet. Laut Gary Holt hatte der Gitarrist Rick Hunolt eine Kassette mit dem Album bei einem Konzert verloren.

## Bedeutung
In dem Buch „Best of Rock & Metal“ des deutschen Rock-Hard-Magazins, in dem die nach Meinung der Rock-Hard-Redaktion 500 stärksten Metal- und Hard-Rock-Alben aller Zeiten aufgeführt werden, belegte Bonded by Blood Platz 56. Thomas Kupfer bezeichnete das Werk als „absoluten Meilenstein extremer Musik“ und lobte die „legendäre Gitarrenarbeit“. Allerdings kritisierte er auch die „blutrünstigen und sinnlosen Lyrics“. Die Leser des deutschen Metal Hammer wählten 2005 ihre 100 besten Metal-Alben aller Zeiten. Bonded by Blood belegte dabei den 59. Platz. Marc Halupczok bezeichnete das Album als „den Urvater aller Thrash-Platten, obwohl ähnlich gelagerte Bands wie Metallica oder Slayer bereits mehrere Alben veröffentlicht haben“.
Auch unter Musikern wird Bonded by Blood als einflussreiches Werk angesehen. Metallica-Sänger James Hetfield bezeichnete das Album als seinen Soundtrack der frühen 1980er Jahre und als „einen Sound, bei dem man nicht anders konnte, als das Haus seiner Freunde zu verwüsten“. Für Machine-Head-Sänger Robb Flynn ist Bonded by Blood das Album, das er am meisten geliebt hat.

„Die Songs sind der Hammer, und Paul Baloff war ein komplett wahnsinniger Frontmann.“

Die kalifornische Thrash-Metal-Band Bonded by Blood benannte sich nach dem Exodus-Debüt.

## Titelliste
1. Bonded by Blood (3:48) (Gary Holt, Paul Baloff)
2. Exodus (4:09) (Baloff, Holt)
3. And Then There Were None (4:44) (Holt, Tom Hunting)
4. A Lesson in Violence (3:49) (Holt, Rick Hunolt)
5. Metal Command (4:16) (Holt, Mark Whitaker, Baloff)
6. Piranha (3:50) (Baloff, Holt)
7. No Love (5:11) (Baloff, Holt)
8. Deliver Us to Evil (7:11) (Holt, Whitaker, Hunolt)
9. Strike of the Beast (3:56) (Holt, Baloff)

### Bonustracks der Wiederveröffentlichung von 1989 und diversen weiteren Wiederveröffentlichungen
1. And Then There Were None (Live) (4:51) (Holt, Hunting)
2. A Lesson in Violence (Live) (3:25) (Holt, Hunolt)

### Wissenswertes
- Die beiden Bonustracks wurden am 8. März 1989 im Astoria in London aufgenommen, bereits mit Steve Souza als Sänger.

## Let There Be Blood
Nachdem das Album Bonded by Blood für längere Zeit in den USA nicht erhältlich war, bemühte sich die Band darum, die Rechte an den Liedern zurückzuerlangen. Als dies gelungen war, wurde im Jahre 2008 das Album in der aktuellen Besetzung neu aufgenommen. Lediglich Gitarrist Gary Holt und Schlagzeuger Tom Hunting sind auf beiden Alben zu hören. Neu auf Let There Be Blood sind der Sänger Rob Dukes, der Gitarrist Lee Altus und der Bassist Jack Gibson. Produziert wurde Let There Be Blood von Gary Holt, veröffentlicht wurde das Album über Zaentz Records. Neben den neun Liedern der ursprünglichen Version wurde das Lied Hell’s Breath aufgenommen.
Let There Be Blood wurde unterschiedlich aufgenommen. Thomas Kupfer vom Rock Hard gab dem Album die Höchstnote, da er sich „an keine andere Neueinspielung erinnern kann, die so gekonnt den Old-School-Spirit eingefangen und gleichzeitig mit zusätzlichem Druck versorgt hat“. Dagegen bezweifelte Marc Halupczok vom Metal Hammer die Notwendigkeit dieser Veröffentlichung und stellte die Frage, ob Exodus ein bisschen Kleingeld brauchen. Er vergab vier von sieben Punkten.